# Zvoneće
 Zvoneće  (olaszul: Suonecchia) falu Horvátországban, a Tengermellék-Hegyvidék megyében. Közigazgatásilag Matuljihoz tartozik.

## Fekvése
Fiume központjától 16 km-re, községközpontjától 7 km-re északnyugatra a Tengermelléken, az Isztria-félsziget északi határán fekszik.

## Története
A településnek 1857-ben 477, 1910-ben 660 lakosa volt. 
2011-ben 277 lakosa volt.

## Lakosság
| Lakosság változása | Lakosság változása | Lakosság változása | Lakosság változása | Lakosság változása | Lakosság változása | Lakosság változása | Lakosság változása | Lakosság változása | Lakosság változása | Lakosság változása | Lakosság változása | Lakosság változása | Lakosság változása | Lakosság változása | Lakosság változása |
| ------------------ | ------------------ | ------------------ | ------------------ | ------------------ | ------------------ | ------------------ | ------------------ | ------------------ | ------------------ | ------------------ | ------------------ | ------------------ | ------------------ | ------------------ | ------------------ |
| 1857               | 1869               | 1880               | 1890               | 1900               | 1910               | 1921               | 1931               | 1948               | 1953               | 1961               | 1971               | 1981               | 1991               | 2001               | 2011               |
| 477                | 599                | 638                | 729                | 757                | 660                | 650                | 594                | 524                | 488                | 454                | 426                | 373                | 317                | 314                | 277                |

## Nevezetességei
Remete Szent Antal tiszteletére szentelt temploma 1856-ban épült. A veli brgudi plébánia filiája.